# Sentiment

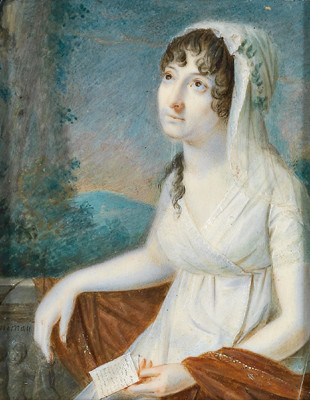
Dívka s milostným dopisem (Ch. Hornemann, kolem 1830)

Sentiment (franc. z lat. sentimentum, cítění, cit) je cit, silné a bezprostřední hnutí mysli, náklonnost nebo odpor. Je nezávislý na rozumové úvaze. Vyvolává kladné nebo záporné osobní zaujetí, které může být přechodné nebo trvalé a nepodléhá zcela vědomé kontrole.
Sentimentální může znamenat citový, ale také rozcitlivělý, nebo dokonce bolestínský a sebelítostivý.
Sentimentalismus se někdy používá jako označení romantické literatury, viz romantismus.

## Historie
Ve starověku se sentimenty pokládaly za projev žádostivé, vášnivé složky duše, která člověku působí radost, ale také utrpení. Protože je nejistá a nekontrolovatelná, je třeba ji ovládat rozumem, nebo dokonce potlačovat (stoicismus). Vysoké ocenění lásky v křesťanství vedlo k lepšímu hodnocení citů vůbec, zejména ve vrcholném středověku (Bernard z Clairvaux, mystikové). V reakci na racionalismus 17. století vyzvedají někteří myslitelé 18. století city a sentimentalitu jako pravý a upřímný projev lidskosti (Jean-Jacques Rousseau, Johann Georg Hamann, Johann Gottfried Herder, Francis Hutcheson, David Hume a další). Zejména britští autoři začali chápat sentiment, empatii a soucit jako pravý základ morálky čili „mravního cítění“ (moral sentiments, Hume, Adam Smith).
Na toto vysoké hodnocení citů a citovosti navázal romantismus, který zaznamenal v 19. století nesmírný úspěch i v lidových vrstvách a vedl ke vzniku sentimentální literatury a později i kýče. Sentimenty, které se osamostatnily a postavily proti rozumové kontrole, tak postupně zplaněly, až dostaly zejména ve střední Evropě negativní význam sentimentality jako „pouhého sentimentu“, neúčinného „pěstování citů“ a sebeprožívání.
| „                      | ...nálada mysli vznikající z přílišného se podávání citům rozplývavého a unylého toužení, jaké označováno bývá případně slovem sladkobol. Sentimentalita jest uměle pěstěný kult citlivosti k vůli citům samým. | “ |
| — Ottův slovník naučný | |   |

## Hodnocení
V této dvojznačnosti zůstávají citovost a sentimenty dodnes. Na jedné straně je citovost pozitivním zdrojem a motivem jednání –⁠ a to v dobrém i ve zlém, neboť i nenávist je cit –⁠ na druhé straně si uvědomujeme její nestálost a nespolehlivost. Problém patrně tkví v násilném rozdělení lidských schopností na rozumové a citové, kdežto skutečné lidství nutně vyžaduje, aby se tyto stránky udržovaly v jistém napětí a rovnováze.